# USS Princeton (CV-37)
USS Princeton (CV-37) – amerykański lotniskowiec typu Essex. 
Stępkę okrętu położono pod nazwą „Valley Forge” 14 września 1943 w stoczni Philadelphia Naval Shipyard, a następnie przemianowano go na „Princeton” aby upamiętnić lekki lotniskowiec USS „Princeton” (CVL-23) zatopiony 24 października 1944 w bitwie w zatoce Leyte. Zwodowano go 8 lipca 1945, matką chrzestną była pani Dodds. Jednostka weszła do służby w US Navy 18 listopada 1945, jej pierwszym dowódcą był Captain John M. Hoskins.
Okręt nie brał udziału w II wojnie światowej, natomiast uczestniczył w walkach podczas wojny koreańskiej i wietnamskiej. Podnosił z morza załogę Apollo 10.
30 stycznia 1970 został wycofany ze służby, a w maju 1971 sprzedany na złom.